# Карсолі
Карсолі (італ. Carsoli) — муніципалітет в Італії, у регіоні Абруццо, провінція Л'Аквіла.
Карсолі розташоване на відстані близько 55 км на північний схід від Рима, 39 км на південний захід від Л'Акуїли.
Населення — 5404 особи (2014).
Щорічний фестиваль відбувається 23 серпня. Покровителька — свята Вікторія.

## Демографія
Населення за роками:

Станом на 1 січня 2023 року в муніципалітеті офіційно проживало 535 іноземців з 36 країн, серед них 305 громадян країн Євросоюзу та 24 громадяни України.

## Сусідні муніципалітети
- Коллальто-Сабіно
- Несполо
- Орикола
- Перето
- Пескорокк'яно
- Санте-Маріє
- Тальякоццо
- Туранія
- Віваро-Романо